# Xylophis perroteti
Xylophis perroteti är en ormart som beskrevs av Duméril, Bibron och Duméril 1854. Xylophis perroteti ingår i släktet Xylophis och familjen snokar. Inga underarter finns listade i Catalogue of Life.
Arten förekommer i två små områden i bergstrakten Västra Ghats i södra Indien. Den vistas i regioner som ligger 1800 till 2380 meter över havet. Habitatet utgörs av fuktiga städsegröna skogar. Xylophis perroteti gräver i lövskiktet eller i det översta jordlagret. Den äter daggmaskar och andra maskar. Honor lägger ägg.
För beståndet är inga hot kända och arten är vanligt förekommande, trots begränsad utbredning. IUCN listar Xylophis perroteti som livskraftig (LC).